# Telhāra
Telhāra är en ort i Indien.   Den ligger i distriktet Akola och delstaten Maharashtra, i den centrala delen av landet, 800 km söder om huvudstaden New Delhi. Telhāra ligger 286 meter över havet och antalet invånare är 21 146.
Terrängen runt Telhāra är platt, och sluttar söderut. Runt Telhāra är det tätbefolkat, med 276 invånare per kvadratkilometer. Trakten runt Telhāra består till största delen av jordbruksmark.